# Lamproblatta meridionalis
Lamproblatta meridionalis är en kackerlacksart som först beskrevs av Bruner 1906.  Lamproblatta meridionalis ingår i släktet Lamproblatta och familjen storkackerlackor. Inga underarter finns listade i Catalogue of Life.